# Canzoniere Grecanico Salentino
Canzoniere Grecanico Salentino è un gruppo di musica popolare salentino, oltre che un'associazione culturale.

## Storia
Fondato nel 1975 dalla scrittrice Rina Durante, il Canzoniere Grecanico Salentino è il più importante gruppo di musica popolare salentina, il primo ad essersi formato in Puglia.
L'affascinante dicotomia tra tradizione e modernità caratterizza la musica del CGS: il gruppo è composto dai protagonisti dell'attuale scena pugliese, che reinterpretano in chiave moderna le tradizioni che ruotano attorno alla celebre pizzica tarantata rituale, che aveva il potere di curare attraverso la musica, la trance e la danza il morso della leggendaria Taranta.
Gli spettacoli del CGS sono un'esplosione di energia, passione, ritmo e magia, che trascinano in un viaggio dal passato al presente sul battito del tamburello, cuore pulsante della tradizione salentina.
Guidato dal tamburellista e violinista Mauro Durante, che ha ereditato la leadership dal padre Daniele Durante nel 2007, il CGS continua a innovare e a rappresentare la musica italiana nel mondo, collaborando con artisti come Ludovico Einaudi, Piers Faccini, Erri De Luca, Ballake Sissoko, Ibrahim Maalouf, Fanfara Tirana, Stewart Copeland dei Police, e portando la voce di un territorio musicale che con la pizzica ha sempre manifestato la propria identità.
Nel 2010 e 2011 Mauro Durante è assistente musicale del maestro concertatore della Notte della Taranta Ludovico Einaudi, lavorando alla creazione e alla produzione artistica dello spettacolo al fianco del celebre maestro.
Nel 2010, 2013 e 2015 Canzoniere apre il Concertone della Notte della Taranta a Melpignano, esibendosi di fronte ad oltre centomila persone.
Nel 2011 il CGS è protagonista di un tour di 21 date in 23 giorni in Nordamerica (Stati Uniti e Canada), riscuotendo un grande successo di pubblico e critica.
Nel 2012 il CGS partecipa al globalFEST a New York ("a whirlwind" secondo il New York Times), ed è l'unico gruppo italiano selezionato dal Womex, la più importante fiera di world music al mondo.
Nel 2014 il Canzoniere riceve il premio "Arte e Diritti Umani" da Amnesty International per il brano Solo Andata, scritto su testo dello scrittore Erri De Luca. Dal brano è stato tratto un videoclip girato da Alessandro Gassman.
Acclamato da pubblico e critica con 21 album e innumerevoli spettacoli tra Stati Uniti, Canada, Europa e Medio Oriente, il gruppo ha fatto la storia della world music italiana, venendo riconosciuto nel 2010 dal MEI come Miglior Gruppo Italiano di Musica Popolare.
Nel 2018 il CGS vince i Songlines Music Awards che lo designa quale miglior gruppo di world music al mondo. I Songlines Music Awards sono l'equivalente musicale degli Oscar nella world music. È la prima volta che un gruppo italiano riceve questo riconoscimento.

## Discografia

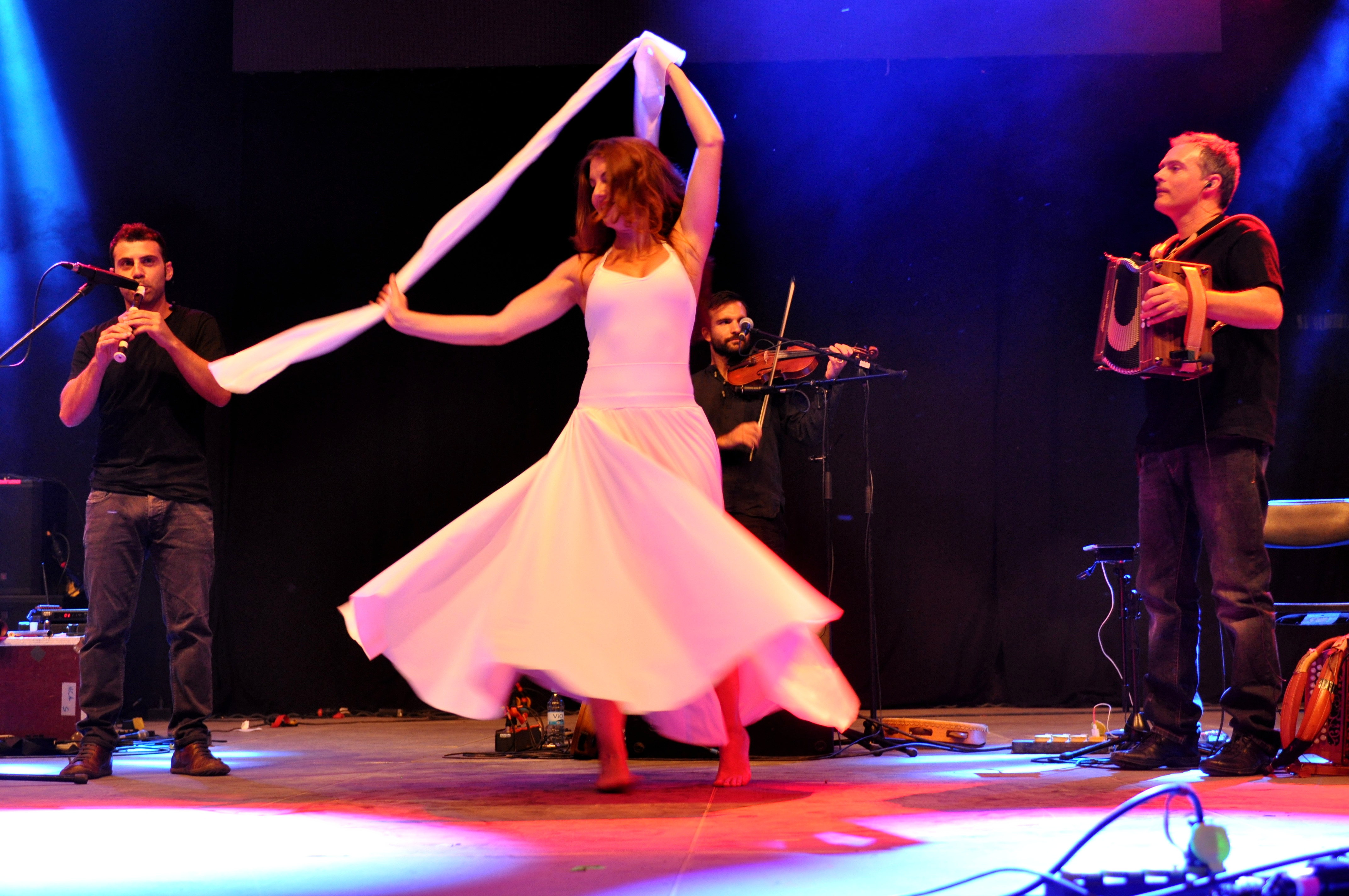
Festival Horizonte, Coblenza, 2015

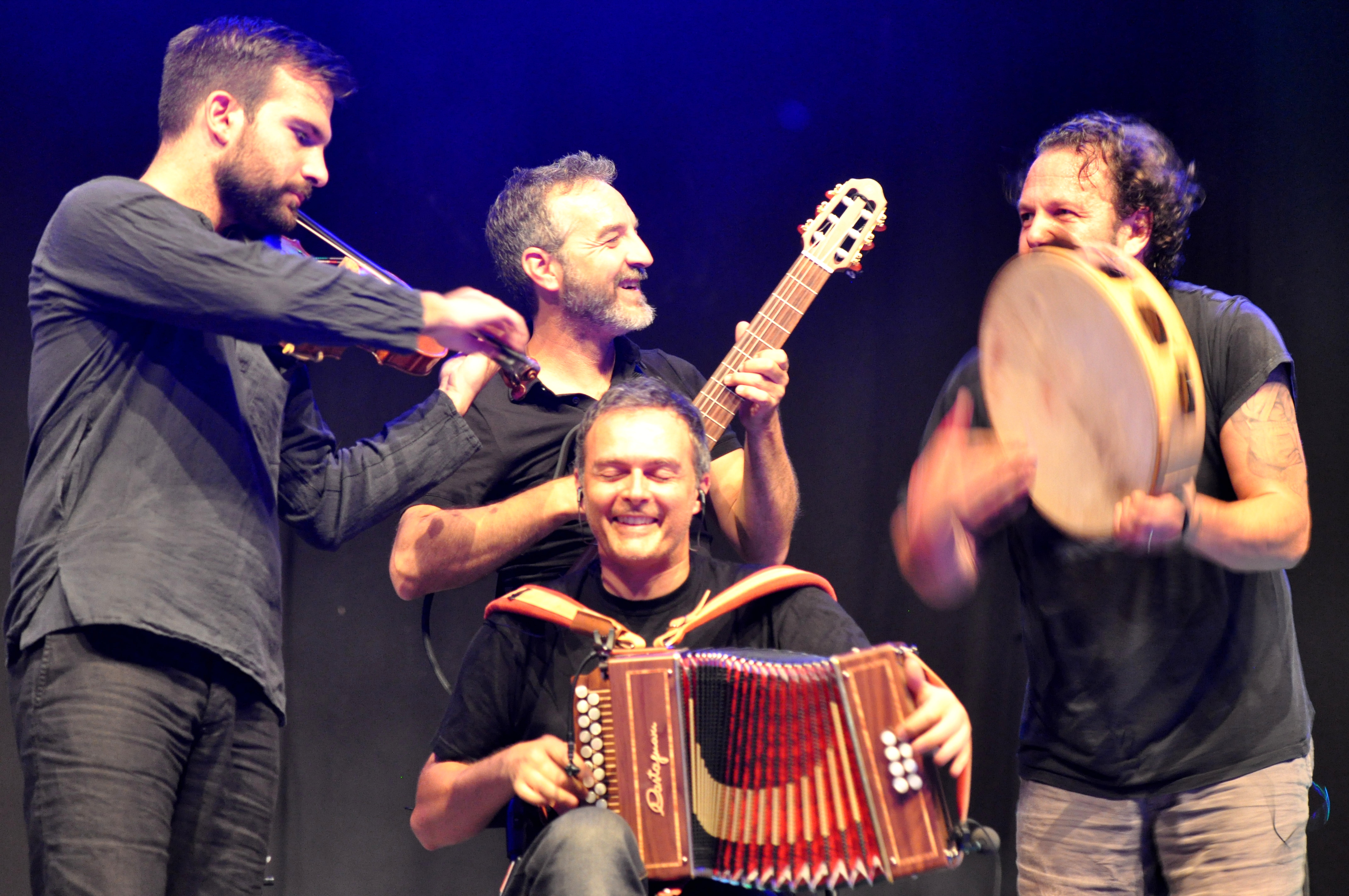
Festival Horizonte, Coblenza, 2015

- 1977 – Canti di Terra d'Otranto e della Grecia Salentina
- 1980 – Concerto 1
- 1983 – Come farò a diventare un mito
- 1985 – Concerto 2
- 1988 – Canzoniere Grecanico Salentino
- 1991 – Concerto 3
- 1994 – Sutt'acqua e sutta ientu navegamu
- 1994 – Mamminieddhu Zuccaratu
- 1997 – Ni pizzicau lu core
- 1998 – Ballati tutti quanti ballati forte
- 2000 – Canti e pizzichi d'amore
- 2000 – Carataranta
- 2001 – Pizzica pizzica
- 2002 – Alla riva del mare
- 2002 – Serenata
- 2004 – Pizzicarella mia
- 2010 – Focu d'amore
- 2012 – Pizzica Indiavolata
- 2015 – 40 Quaranta
- 2017 – Canzoniere
- 2021 – Meridiana

## Formazione
- Mauro Durante – tamburi a cornice, violino, voce
- Emanuele Licci – bouzuki, chitarra, voce
- Alessia Tondo – voce, tamburi a cornice
- Silvia Perrone – danza
- Giulio Bianco – armonica a bocca, zampogna, flauti
- Massimiliano Morabito – organetto
- Giancarlo Paglialunga – tamburello, voce